# Вали (Кампобасо)
Вали је насеље у Италији у округу Кампобасо, региону Молизе.
Према процени из 2011. у насељу је живело 40 становника. Насеље се налази на надморској висини од 598 м.